# Reduktor szlifów

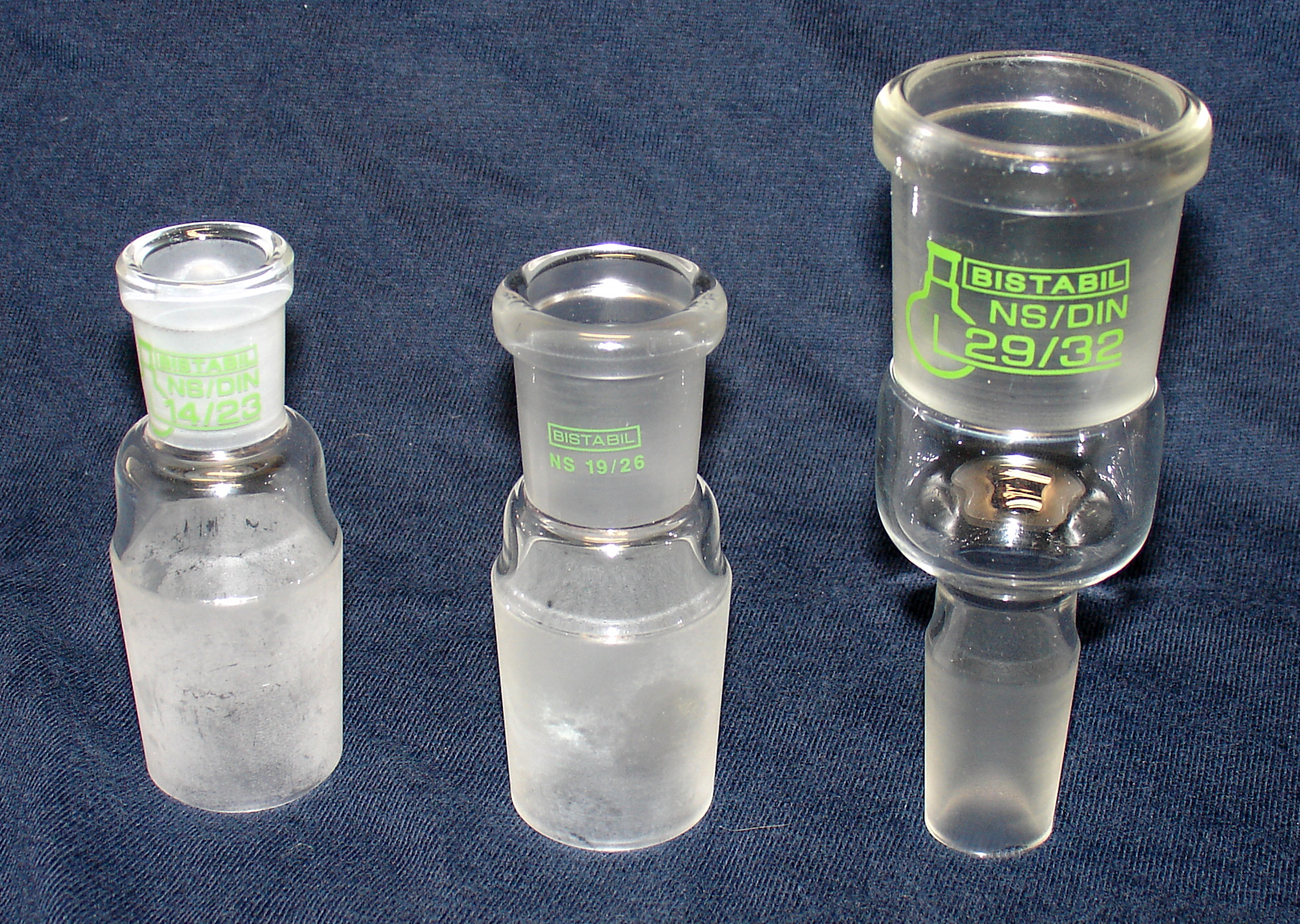
Zestaw standaryzowanych prostych reduktorów szlifów

Reduktor szlifów – sprzęt laboratoryjny, składający się z dwóch różnych szlifów połączonych krótkim odcinkiem rury szklanej.
Najczęściej reduktory składają się z jednego szlifu męskiego i jednego żeńskiego, o różnej średnicy, połączonych jak najkrótszym odcinkiem prostej rury szklanej.
Służą one do łączenia ze sobą elementów aparatury, posiadających różne rozmiary szlifów - np. kolby ze szlifem żeńskim nr 29 z chłodnicą ze szlifem męskim nr 19.
Niektóre odmiany reduktorów posiadają dwa szlify męskie lub dwa żeńskie i służą do łączenia elementów aparatury, z których oba posiadają szlify jednego rodzaju. Istnieją także reduktory z dłuższymi odcinkami rur, oraz z rurami wygiętymi w łuk, lub nawet w kształt litery "u". Przydają się one, gdy trzeba zmontować nietypową aparaturę i spełniają one podobną rolę jak kolanka w zwykłej aparaturze hydraulicznej.